# María Sorté
María Sorté  (Chihuahua, Mexikó, 1951. május 11. –) mexikói színésznő, énekesnő, író, rendező.

## Élete és pályafutása
1951. május 11-én született José Harfuch Stefano és Celia Hidalgo lányaként Mexikóban. Hajdani férje Javier García Paniagua, 1998-ban szívroham miatt meghalt. Házasságukból két fiú született: Omar és Adrián. Hat unokája van. Ugyan énekesnőként ért el nagy sikereket (első lemeze világszerte ismertté tette), színésznőként emlékezetes karriert futott be.
Egyike a legismertebb mexikói énekesnőknek.

## Filmográfia
- Las hijas de la señora García (2024) ... Ofelia García
- Vencer la culpa (2023)... Amanda
- Diseñando tu amor (2021) .... Consuelo Morales
- Soltero con hijas (Derült égből apa) (2019-2020) .... Úrsula Pérez
- Corazón que miente (2016) .... Carmen Oceguera
- Que te perdone Dios (2015) .... Helena Fuentes de López Guerra
- La tempestad (A vihar) (2013) .... Beatriz vda. de Reverte
- Amor bravío (A szív parancsa) (2012) .... Amanda Jiménez de Gutiérrez
- Mar de amor (A szerelem tengere) (2009-2010) ..... Aurora de Ruiz
- Fuego en la sangre (2008) ..... Eva Rodríguez
- Amar sin límites (2006-2007) ..... Clemencia Huerta de Morán
- La verdad oculta (2006) ..... Yolanda Rey
- Mujer de madera (2004) ..... Celia de Gómez
- Amor real (Tiszta szívvel) (2003) ..... Rosaura
- Entre el amor y el odio (2002) ..... María Magdalena
- Sin pecado concebido (2001) ..... Amparo Ibáñez de Martorell
- Mujer bonita (2001) ..... Sol
- Mi destino eres tú (2000) ..... Amparo Calderón de Rodríguez
- DKDA Sueños de juventud (1999) ..... Rita Martínez
- Cuento de navidad (1999) ..... María Iriarte
- El privilegio de amar (Titkok és szerelmek) (1998-1999) ..... Vivian del Ángel
- El secreto de Alejandra (1997) ..... María Soler/Alejandra Monasterio
- Más allá del puente (1994) ..... Alicia Sandoval
- De frente al sol (1992) ..... Alicia Sandoval
- Mi segunda madre (1989) ..... Daniela Lorente de Méndez
- Abandonada (1985) ..... Daniela
- El maleficio (1983) ..... Patricia Lara
- Por amor (1981) ..... Belén
- Colorina (1980) ..... Mirta
- Amor prohibido (1979)
- Mundo de juguete (1974–1977)

## Nagylemezei
- 1985 – Esperame Una Noche
- 1986 – Yo Quiero Ser Siempre Tuya
- 1987 – Conquistame
- 1989 – Pensando En Ti
- 1993 – Vuelve Otra Vez
- 1991 – Te Voy A Hacer Feliz
- 1991 – Más Que Loca
- 1995 – Me Muero Por Estar Contigo

## Kislemezek
- 1985 – Esperame Una Noche
- 1992 – De Frente Al Sol

## Válogatásalbumok
- 1998 – Siempre Tuya (Grandes Éxitos)